# Maxime Awoudja
Maxime Aglago Awoudja (Monaco di Baviera, 2 febbraio 1998) è un calciatore tedesco, difensore del Rot-Weiß Erfurt.

## Carriera
Cresciuto nel settore giovanile del Bayern Monaco, il 2 agosto 2018 firma il primo contratto professionistico con i bavaresi, di durata triennale; dopo aver disputato due stagioni con la seconda squadra del club, il 5 luglio 2019 viene acquistato dallo Stoccarda, con cui si lega fino al 2022. Debutta con i biancorossi il 26 luglio, nella partita di campionato vinta per 2-1 contro l'Hannover 96; dopo aver ottenuto un'altra presenza con gli Svevi, il 12 maggio 2020 riporta, durante un allenamento, la rottura del tendine d'Achille, subendo quindi uno stop forzato di molti mesi.
Il 31 gennaio 2021 viene ceduto a titolo temporaneo al Türkgücü; il 24 giugno seguente, dopo aver prolungato fino al 2023, passa in prestito al WSG Swarovski Tirol. Il 31 agosto 2022 firma un annuale con l'Excelsior.

## Statistiche

### Presenze e reti nei club
Statistiche aggiornate al 5 novembre 2022.
| Stagione                | Squadra                 | Campionato              | Campionato | Campionato | Coppe nazionali | Coppe nazionali | Coppe nazionali | Coppe continentali | Coppe continentali | Coppe continentali | Altre coppe | Altre coppe | Altre coppe | Totale | Totale |
| Stagione                | Squadra                 | Comp                    | Pres       | Reti       | Comp            | Pres            | Reti            | Comp               | Pres               | Reti               | Comp        | Pres        | Reti        | Pres   | Reti   |
| ----------------------- | ----------------------- | ----------------------- | ---------- | ---------- | --------------- | --------------- | --------------- | ------------------ | ------------------ | ------------------ | ----------- | ----------- | ----------- | ------ | ------ |
| 2017-2018               | Bayern Monaco II        | RL                      | 29         | 4          | -               | -               | -               | -                  | -                  | -                  | -           | -           | -           | 29     | 4      |
| 2018-2019               | Bayern Monaco II        | RL                      | 18+2       | 4          | -               | -               | -               | -                  | -                  | -                  | -           | -           | -           | 20     | 4      |
| Totale Bayern Monaco II | Totale Bayern Monaco II | Totale Bayern Monaco II | 47+2       | 8          |                 | -               | -               |                    | -                  | -                  |             | -           | -           | 49     | 8      |
| 2019-2020               | Stoccarda               | ZL                      | 2          | 0          | CG              | 0               | 0               | -                  | -                  | -                  | -           | -           | -           | 2      | 0      |
| gen.-giu. 2021          | Türkgücü                | 3.L                     | 11         | 2          | -               | -               | -               | -                  | -                  | -                  | -           | -           | -           | 11     | 2      |
| 2021-2022               | WSG Swarovski Tirol     | BL                      | 20+1       | 2          | CA              | 2               | 0               | -                  | -                  | -                  | -           | -           | -           | 23     | 2      |
| ago. 2022               | Stoccarda II            | RL                      | 1          | 0          | -               | -               | -               | -                  | -                  | -                  | -           | -           | -           | 1      | 0      |
| ago. 2022-2023          | Excelsior               | E                       | 4          | 0          | CO              | 1               | 0               | -                  | -                  | -                  | -           | -           | -           | 5      | 0      |
| Totale carriera         | Totale carriera         | Totale carriera         | 85+3       | 12         |                 | 3               | 0               |                    | -                  | -                  |             | -           | -           | 91     | 12     |